# Sergej Kopylov
Sergej Vladimirovič Kopylov (in russo Серге́й Владимирович Копылов?; Tula, 29 luglio 1960) è un ex pistard russo, fino al 1991 sovietico.

## Palmarès

### Olimpiadi
- 1 medaglia:
  - 1 bronzo (Mosca 1980 nella velocità)